# Комацу (аэропорт)
Аэропорт Комацу (яп. 小松飛行場) (ИАТА: KMQ, ИКАО: RJNK) — международный аэропорт, расположенный в 4,2 км к юго-западу от станции Комацу, в городе Комацу, префектура Исикава, Япония. Это крупнейший аэропорт в регионе Хокурику, который обслуживает южную часть префектуры Исикава, включая столицу Канадзаву, а также Фукуи и северную часть одноименной префектуры.
База Воздушных сил самообороны Японии Комацу делит взлетно-посадочную полосу с гражданской авиацией; внутренняя рулежная дорожка используется военными, а приморская - для гражданских рейсов. Каждый сентябрь на базе проводится воздушный фестиваль, на котором выполняются демонстрационные полеты истребителей и спасательных самолетов, а также летная группа акробатов Blue Impulse. Здесь также часто проходят технические соревнования сил самообороны. К северу от аэропорта, над Японским морем находится большое учебное воздушное пространство, известное ка «Воздушное пространство G».
Аэропорт имеет единственное здание пассажирского терминала, обслуживающее внутренние и международные рейсы. Международный грузовой терминал, известный как HIACT, принадлежит консорциуму государственных и корпоративных структур и служит международным центром распределения грузов из Европы и других континентов. Покрытие взлетно-посадочной полосы было модернизировано в конце 2006 года, что дало возможность совершать беспосадочные грузовые рейсы в Европу и Северную Америку.

## История

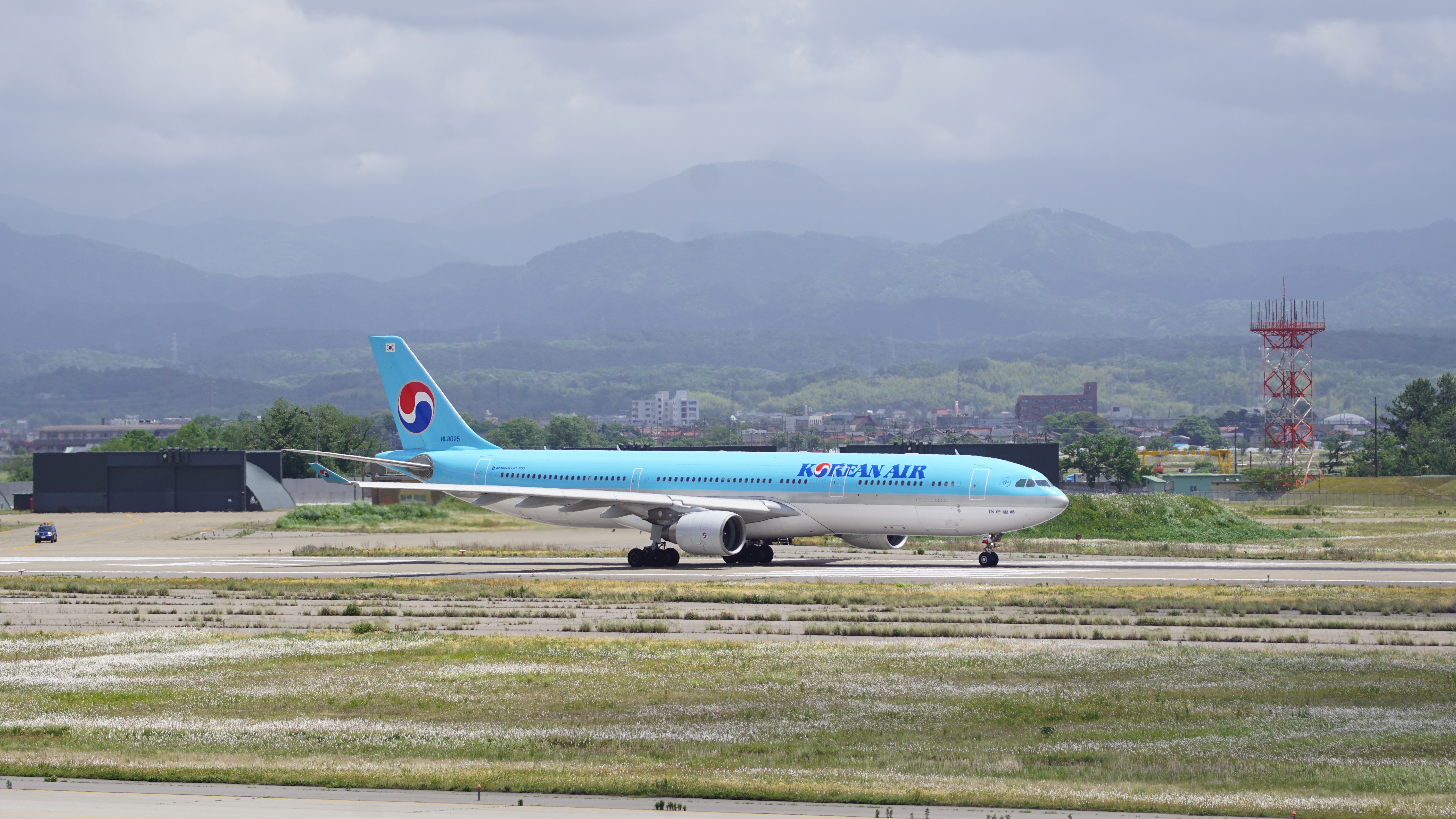
Airbus A330-300 Korean Air (2017)

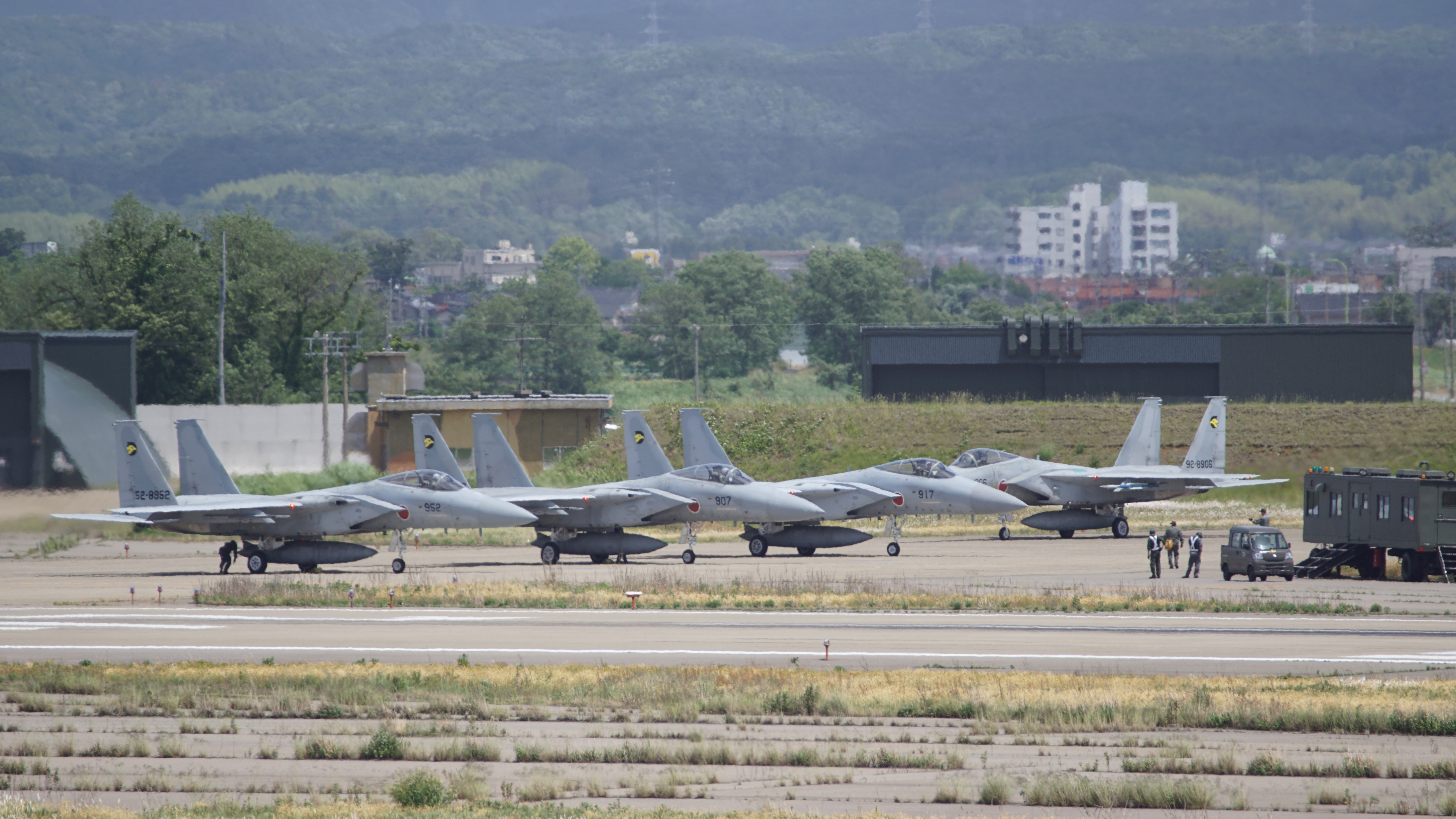
Mitsubishi F-15J 306-й эскадрильи ВССОЯ (2017)

Первоначально аэропорт был базой Императорского флота Японии во время Второй мировой войны. Строительство первых взлетно-посадочных полос протяженностью 1500 м с востока на запад и 1700 м с севера на юг было завершено в 1944 году. Вооруженные силы США заняли базу в конце войны в 1945 году и использовали для размещения радиолокационной установки. Начиная с 1955 года, аэропорт начал выполнять нерегулярные рейсы в Осаку и Нагою.
База была передана ВВС Японии в 1958 году и стала базой реактивных истребителей в 1960 году. База Комацу была официально открыта в 1961 году. Регулярные рейсы в Осаку и Нагою начались в 1962 году с использованием самолетов Douglas DC-3. За ними последовали рейсы на Fokker F27 в Токио в 1963 году. Первым международным рейсом в аэропорту был чартерный рейс из Гонконга в 1973 году.
В 2012 году префектура Исикава выделила средства для комитета по развитию аэропорта, поскольку ожидалось, что открытие железной дороги Хокурику-синкансэн н в 2015 году повлияет на трафик на маршруте Комацу-Токио.
- 1960 Взлетно-посадочная полоса была увеличена до 2400 м. Аэропорт стал использоваться как общий для военной и гражданской авиации.
- 1964 Взлетно-посадочная полоса была увеличена до 2700 м, чтобы представить возможность использовать F-104J.
- 1973 В аэропорту приземлился первый реактивный самолёт — Boeing 737.
- 1979 Открытие международного регулярного рейса в Сеул.
- 1980 в аэропорту были представлены Boeing 747, использовавшиеся для рейсов в Токио.
- 1981 Завершено строительство нового внутреннего терминала.
- 1984 Завершено строительство нового международного терминала.
- 1994 Строительство международного грузового здания завершено. Он получил статус зоны свободного доступа.
- 1994 Cargolux начал международные регулярные грузовые перевозки между Люксембургом и Комацу.
- 2002 Построен новый грузовой терминал.
- 2004 Начала работу новая диспетчерская вышка.
- 2005 Введена в эксплуатацию временная взлетно-посадочная полоса.
- 2006 Завершена модернизация постоянной взлетно-посадочной полосы. Все рейсы переведены на неё.
- 2007 г. Самолёты ВВС США F-15C и C-17 прибыли для совместной подготовки ВССОЯ.
- 2007 г. Открытие нового внутреннего грузового терминала.

## Статистика
Данные из запроса в Викиданные.
| Год  | Пассажиропоток |
| ---- | -------------- |
| 2000 | 2,587,941      |
| 2001 | 2,590,333      |
| 2002 | 2,645,038      |
| 2003 | 2,599,706      |
| 2004 | 2,495,837      |

## Военная база
Комацу — единственная база истребителей на побережье Японского моря. Следующие подразделения ВССОЯ дислоцируются на авиабазе Комацу :
- 6-е воздушное крыло (第6航空団)
  - 303-е тактическое истребительное крыло (Mitsubishi F-15J)(Kawasaki T-4)
  - 306-е тактическое истребительное крыло (Mitsubishi F-15J)(Kawasaki T-4)
- Тактическая истребительная учебная группа
- Центральная авиационная группа гражданского строительства, 2-я эскадрилья (中部航空施設隊第２作業隊)
- Воздушно-спасательная эскадрилья (小松救難隊)
- Эскадрилья управления воздушным движением (小松管制隊)
- Эскадрилья мониторинга погоды (小松気象隊)
- Региональная эскадрилья воздушной полиции (小松地方警務隊)

## Наземный транспорт
Аэропорт расположен недалеко от скоростной автомагистрали Хокурику. Регулярное автобусное сообщение доступно до станций Канадзава (40 минут), Комацу (15 минут) и Фукуи (1 час).